# I Samuel
I Samuel, también llamado Primer Libro de Samuel o 1 Samuel o I Libro de los Reyes forma parte del Antiguo Testamento de la Biblia y del Tanaj. En la Biblia católica se encuentra ubicado entre Rut y II Samuel.

## División del libro en varias partes
Se cree que este libro formaba originalmente una sola obra con II Samuel y I y II Reyes. El enorme tamaño de este único rollo, compuesto seguramente por uno o dos autores, debe haber impulsado a su división arbitraria en cuatro partes de un tamaño más manejable. Tanto los LXX como la Vulgata latina llaman a I y II Samuel "I y II Reyes", respectivamente, y a I y II Reyes, "III y IV Reyes", reconociendo desde el origen la artificialidad de la división actual.
Algunos autores argumentan, por el contrario, que al dividir los dos libros de Samuel se los "juntó" con ambos Libros de los Reyes unificándolos y suavizando sus diferencias.

## Argumento
I Samuel cuenta la historia de Samuel, un importante profeta, y del reinado del rey Saúl hasta su muerte, incluyendo la guerra de los israelitas contra los filisteos y la gran hazaña del pastor David (más tarde rey de Israel) al derrotar al gigante Goliat.

## Aspectos históricos
Las Doce Tribus se hallaban sumamente desorganizadas —por decisión propia—. En el período relatado por I Samuel, el peligro común las obligó a unirse. La conclusión lógica de este proceso político sería el establecimiento de una monarquía centralizada.
En consecuencia, Israel se hallaba un paso por detrás de sus vecinos —Moab, Edom y Amón— que ya se habían organizado en forma similar, incluso antes de que los judíos llegaran, liberados, de su largo periplo por el desierto tras el cautiverio en manos de los egipcios. El otro vecino de Israel, Siria tenía también un gobierno monárquico. Todas estas monarquías se diferenciaban así de las ciudades-estado como Canaán o de las tiranías lisas y llanas como los filisteos, constituyéndose en los primeros estados nacionales verdaderos de la región. 
En eso se convertirán, ni más ni menos, los reyes de Israel retratados en estos libros: en cabezas legales y visibles de un estado nacional organizado.
Por supuesto, se comprende que la transición no fue abrupta, sino que se hizo en forma gradual. Luego de los jueces, Dios escoge un continuador a quien da el nombre de rey: Saúl. La transformación que Dios obra sobre este hebreo por lo lleva a alcanzar grandes realizaciones. La nueva institución real aparece luego de la victoria amonita que se relata en I Samuel. 
En I Samuel, el reinado de Saúl recibe el reconocimiento como autoridad nacional luego de la victoria hebrea contra los amonitas (1 Sam. 11). 

## Aspectos religiosos

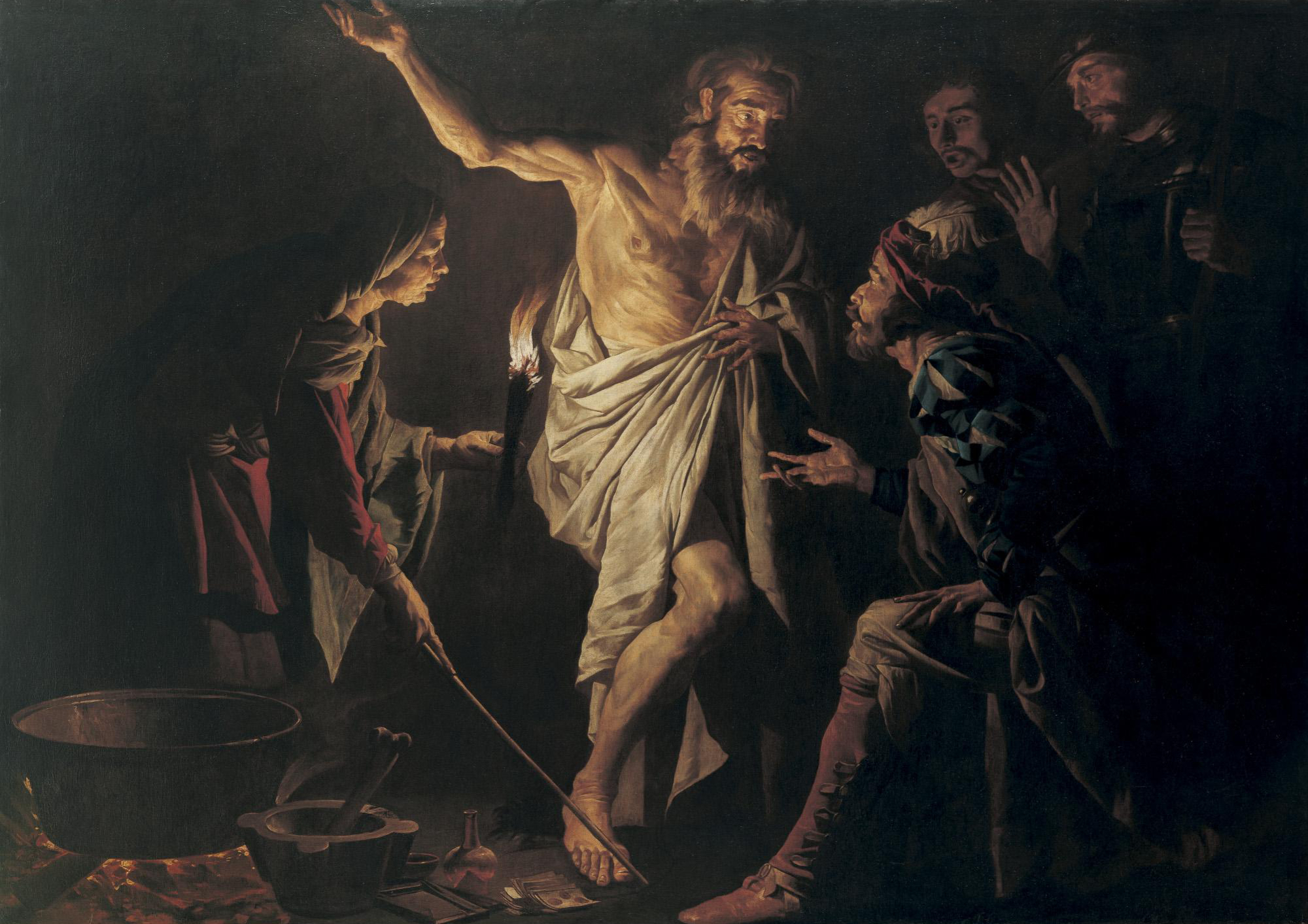
Saúl, de la tribu de Benjamín

Como sucede con otros libros históricos de la Biblia, mediante la mera lectura se evidencia que I Samuel no ha sido escrito para el historiador, sino para el pueblo llano con interés en el aspecto religioso de los hechos narrados.
El objetivo de lograr la unidad para mayor gloria de Yahveh ha fracasado bajo Saúl pero tendrá éxito con David, monarca ideal desde el punto de vista del cronista bíblico. Salomón hará tambalearse este andamiaje y los reyes posteriores merecerán la reprobación de los autores de Crónicas y Reyes. 
Como las demás naciones, Israel ha querido tener un rey, pero Dios les ha impuesto como condición que este no será un profano, sino también el líder religioso del pueblo. El rey será el ejecutor de la voluntad de Dios en medio de su pueblo, y se le exige para ello que sea fiel y piadoso. Para que no olvide sus deberes, el profeta del Señor estará siempre al lado del monarca para guiarlo y reconvenirlo.
Tras la reprobación de Saúl, llegará la fidelidad de David, el hombre elegido según el modelo de liderazgo que la divinidad pretende. No se conformará con nada inferior a él. De su simiente nacerá el Mesías, y este primer despertar de la esperanza mesiánica se extenderá por todos los tiempos hasta consolidarse en el cristianismo.